# NGC 4172
NGC 4172 este o liner situată în constelația Ursa Mare. A fost descoperită în 14 aprilie 1789 de către William Herschel. Se află la o distanță de 125,31 de megaparseci de Pământ.